# Pavetta tendagurensis
Pavetta tendagurensis är en måreväxtart som beskrevs av Cornelis Eliza Bertus Bremekamp. Pavetta tendagurensis ingår i släktet Pavetta och familjen måreväxter. Inga underarter finns listade i Catalogue of Life.